# Lisów (Silezië)
Lisów is een dorp in de Poolse woiwodschap Silezië. De plaats maakt deel uit van de gemeente Herby en telt 2500 inwoners.